# Željko Perušić
Željko Perušić (23. března 1936 – 28. září 2017) byl jugoslávský a chorvatský fotbalista. Byl součástí jugoslávského týmu, který vyhrál zlato na Letních olympijských hrách 1960.

## Klubová kariéra
Během své klubové kariéry hrál za GNK Dinamo Záhřeb, TSV 1860 Mnichov a FC St. Gallen.

## Reprezentační kariéra
V reprezentaci Jugoslávie debutoval v listopadu 1959 v kvalifikačním zápase na olympijské hry proti Řecku. Celkem odehrál 27 zápasů, ve kterých nevstřelil žádný gól. V roce 1960 se zúčastnil Mistrovství Evropy ve fotbale. Jeho posledním reprezentačním utkáním bylo přátelské utkání v březnu 1964 proti Bulharsku.

## Trenérská kariéra
Po konci hráčské kariéry se stal fotbalovým manažerem ve Švýcarsku.

## Úspěchy

### Klubové
Dinamo Záhřeb
- Jugoslávská Prva liga: 1957/58
- Jugoslávský pohár: 1959/60, 1962/63

TSV 1860 Mnichov
- Bundesliga: 1965/66

### Reprezentační
Jugoslávie
- Letní olympijské hry: 1960